# Internationale Cokesconventie
De Internationale Cokesconventie was een overeenkomst die in maart 1937 werd gesloten tussen het Duitse Rijk, het Verenigd Koninkrijk, het Koninkrijk der Nederlanden, de Poolse Republiek en het Koninkrijk België om een kartel op te richten voor de export van cokes (brandstof uit steenkool).
De conventie, die gepland was voor drie jaar, werd in april 1937 van kracht, en heeft bestaan tot 31 maart 1940.

## De overeenkomst
De overeenkomst legde voor elk land een aandeel in de Europese markt vast, via bepalingen binnen de “International Coke Association”. Dit kartel was al in juli 1936 voorlopig opgericht door exporteurs uit de deelnemende landen. Er werden ook minimumprijzen vastgesteld.
Maandenlang werd er onderhandeld over de overeenkomst. De meeste Britse steenkoolproducenten waren tegen economische samenwerking met buitenlandse concurrenten, maar de sector werd door de Britse regering onder druk gezet om toch mee te werken.